# Joker (DC Extended Universe)
Il Joker è un personaggio del media franchise del DC Extended Universe (DCEU) interpretato da Jared Leto. Basato sull'omonimo personaggio di DC Comics, è stato adattato per la prima volta dallo sceneggiatore-regista David Ayer e dal produttore esecutivo Zack Snyder per il film Suicide Squad (2016), ed è riapparso con una drastica riproposizione in Zack Snyder's Justice League (2021). Come nei fumetti, il Joker è raffigurato come un criminale psicopatico di Gotham City, l'arcinemico del supereroe Batman e l'amante di Harley Quinn.
Il DCEU segna la quarta volta che il personaggio è stato adattato cinematograficamente in live-action, mentre Leto è il primo attore a interpretare il personaggio in più di un film.

## Biografia del personaggio

### La lotta con Batman e il salvataggio di Harley Quinn
Joker manipola la psichiatra Harleen Quinzel per farla innamorare di lui durante il suo periodo come paziente nell'Arkham Asylum, riuscendo alla fine a convincerla a liberarlo, e la fulmina ripetutamente prima di portarla alla Ace Chemicals. Quinzel cade con grazia nella soluzione che ha creato Joker per dimostrargli la sua lealtà, che sbianca la sua pelle e completa la sua trasformazione in Harley Quinn.
Qualche tempo dopo, il Joker uccide il partner di Batman, Robin, con l'aiuto di Quinn. Lei viene arrestata e costretta a unirsi alla task force governativa di Amanda Waller.
Nel 2016, Joker tortura uno degli agenti di sicurezza della Waller per sapere la posizione della struttura in cui vengono prodotti i gli esplosivi usati come leve sui criminali e minaccia uno scienziato dell'A.R.G.U.S. di disattivare la bomba impiantata nel collo di Quinn. Dopo aver rubato un elicottero militare, Joker e i suoi uomini salvano Harley durante la missione della task force a Midway City. L'elicottero viene abbattuto e Quinn cade, spingendola a riunirsi nuovamente alla task force. Qualche tempo dopo, Joker irrompe nella prigione di Belle Reve con la sua banda e libera Quinn dalla sua cella.

#### Anni dopo
Nel 2020, Joker e Quinn si sono lasciati, scaricandola per le strade di Gotham City. L'assenza di Joker dalla vita di Quinn la costringe ad adattarsi e sopravvivere senza la sua presenza e protezione.

### Realtà Knightmare
In una realtà post-apocalittica, Joker è un membro di un'insurrezione guidata da Batman. Mentre l'insurrezione si dirige verso una città in rovina, Batman e Joker litigano, con Joker che schernisce Batman per la morte dei suoi genitori e di Robin, mentre Batman rivela che Quinn è morta e che le aveva promesso sul letto di morte di "uccidere lentamente" Joker. L'insurrezione viene affrontata da Superman, facendo scoppiare Joker in una risata maniacale.

## Concezione e sviluppo

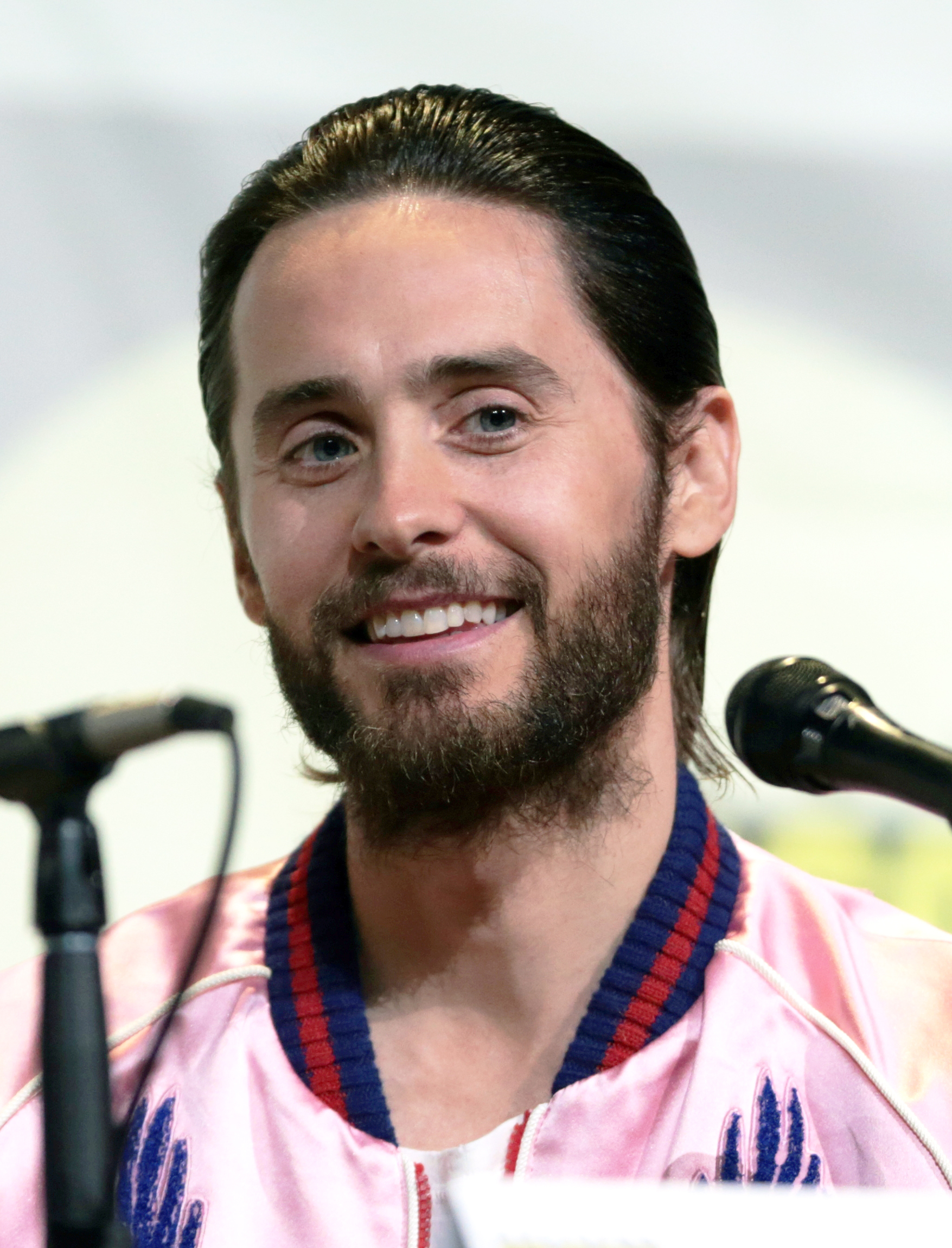
Secondo quanto riferito, l'attore Jared Leto non è mai uscito dal personaggio durante la produzione di Suicide Squad e ha effettuato numerose buffonate con i suoi colleghi membri del cast.

### Dietro le quinte
Zack Snyder ha rivelato che Joker doveva inizialmente fare il suo debutto nel DCEU in Batman v Superman: Dawn of Justice (2016) al fianco dell'Enigmista, ma entrambi i personaggi sono stati alla fine tagliati dal film. Tuttavia, un costume di Batman deturpato con le parole "Joke's on you, Batman" è presente sullo schermo ed è implicito che sia stato deturpato da Joker.
L'attore premio Oscar Jared Leto è stato scelto per interpretare il Joker nel film Suicide Squad (2016), diretto da David Ayer. Leto ha descritto il suo ruolo come "quasi shakespeariano" e un "bellissimo disastro di un personaggio"; riguardo all'interpretazione del cattivo, ha dichiarato: "Ho fatto un'immersione piuttosto profonda. Ma questa era un'opportunità unica e non potevo immaginare di farlo in un altro modo. È stato divertente, giocare a questi giochi psicologici. Ma allo stesso tempo è stato molto doloroso". Per prepararsi al ruolo, Leto utilizzò il method acting, passò il suo tempo da solo e ascoltò musica gospel degli anni 1920 – commentando che sentiva che "Joker potrebbe essere molto più vecchio di quanto la gente pensi" – e lesse letteratura sullo sciamanesimo. Le influenze per l'aspetto del personaggio includono il lavoro di Alejandro Jodorowsky. I tatuaggi del Joker sono stati aggiunti da Ayer, che credeva che desse al personaggio un aspetto da gangster modernizzato. Leto si è anche dovuto rasato le sopracciglia per il ruolo.
Leto non è mai uscito dal personaggio durante le riprese, con Will Smith, che ha interpretato Deadshot, arrivando a dichiarare di non averlo mai incontrato. Inoltre, Viola Davis, che ha interpretato Amanda Waller, ha poi dichiarato in un'intervista che durante le prime fasi delle riprese, Leto ha fatto lasciare a uno "scagnozzo" un maiale morto su un tavolo nella sala prove, sconvolgendo la Davis fino a quando non è "scattata fuori" e ha usato l'incidente per motivare la propria performance, e che Leto aveva anche dato a Margot Robbie, che ha interpretato Harley Quinn, un topo nero vivo in una scatola. Davis ha commentato che Robbie "ha urlato, e poi l'ha tenuto". Altri "regali in stile Joker" ai membri del cast includevano munizioni date a Smith, preservativi usati, perline anali e un video di Leto nel personaggio mostrato a tutti, che "ha fatto impazzire", secondo l'attore di Slipknot Adam Beach. Leto in seguito ha commentato le sue buffonate, dicendo che nonostante "abbia fatto impazzire tutti", il punto era quello di "ispirare un po' di caos e follia sul set".
A causa della difficile produzione del film, simile a quella di Justice League (2017), molte delle scene di Leto sono state alla fine lasciate fuori dal montaggio finale del film, anche se appare ampiamente in filmati aggiuntivi aggiunti nel montaggio esteso del film. In un'intervista Leto ha rivelato di essere rimasto sconvolto dalla rimozione del suo lavoro, che ha definito "materiale sufficiente per un intero film".
In Birds of Prey e la fantasmagorica rinascita di Harley Quinn (2020), una controfigura non accreditata interpreta il Joker, fornendo un'inquadratura del personaggio mentre lo si vede tatuare la faccia di un altro uomo con Harley Quinn. Leto non è apparso nel film presumibilmente a causa del suo ruolo da protagonista nel film Morbius (2022) del Sony's Spider-Man Universe e dell'uscita del film Joker (2019) di Todd Phillips con Joaquin Phoenix.
Dopo che la Zack Snyder's Justice League (2021) ha ricevuto il via libera, il Joker di Leto è stato aggiunto alla storia nonostante non fosse previsto che apparisse nella versione cinematografica originale, ed è stato ridisegnato per la "Snyder Cut". Questo rende Leto il primo attore a interpretare il Joker in due film live-action. Si è unito al cast del film per ultimare le riprese nell'ottobre 2020.

## Accoglienza
L'interpretazione di Jared Leto del Joker visto in Suicide Squad ha polarizzato critica e fan. La sua performance è stata definita come "ruba la scena", ma "sprecata" a causa del suo tempo limitato sullo schermo. A questo si aggiunge il fatto che nonostante l'iterazione del personaggio di Leto è stata considerata intrigante, il film ha apparentemente omesso filmati significativi che avrebbero arricchito il suo personaggio. Christopher Orr di The Atlantic ha descritto la performance di Leto come "Ledger-Lite" e un "super-cameo", paragonando sfavorevolmente questa iterazione alle precedenti interpretazioni di Jack Nicholson e Heath Ledger. Mark Hamill, che ha doppiato Joker in vari prodotti DC, ha detto di aver "amato" l'interpretazione di Leto del personaggio, commentando che ogni interpretazione del Joker dovrebbe essere diversa a seconda della storia raccontata.
Per il suo ruolo di Joker, Leto ha ricevuto una nomination al Razzie Award come peggior attore non protagonista. Al contrario, è stato anche nominato per i Jupiter Awards come miglior attore internazionale e per l'MTV Movie Award come miglior cattivo.
L'inclusione del Joker nel trailer di Zack Snyder's Justice League (2021), oltre al filmato trapelato del suo aspetto ridisegnato, ha ricevuto un'accoglienza maggiore rispetto alla sua apparizione in Suicide Squad. Ha anche generato notevoli commenti per la sua frase "viviamo in una società" (che è stata omessa alla sua distribuzione), a causa dello status della linea come meme di Internet comunemente associato al Joker.

## Altre apparizioni
- Leto appare interpretando il personaggio del Joker insieme a Skrillex e Rick Ross nel video musicale del singolo di questi ultimi due artisti "Purple Lamborghini", che è stato pubblicato nell'album ufficiale della colonna sonora di Suicide Squad. La canzone è presumibilmente scritta dal punto di vista di Joker.[27]
- Il Joker appare nel romanzo ufficiale del film Suicide Squad, scritta nel 2016 da Marv Wolfman. In questa versione è più presente rispetto al film, e la sua relazione con Harley Quinn è descritta come molto più violenta.